# Alistra astrolomae
Alistra astrolomae är en spindelart som först beskrevs av Hickman 1948.  Alistra astrolomae ingår i släktet Alistra och familjen panflöjtsspindlar.
Artens utbredningsområde är Tasmanien. Inga underarter finns listade i Catalogue of Life.